# Villosa choctawensis
Villosa choctawensis är en musselart som beskrevs av Athearn 1964. Villosa choctawensis ingår i släktet Villosa och familjen målarmusslor. IUCN kategoriserar arten globalt som nära hotad. Inga underarter finns listade i Catalogue of Life.